# فرانکا اودو
فرانکا اودو (زاده ۱۴ فوریه ۱۹۹۱)  جودوکار نیجریه‌ای  که در رده‌های وزنی ۴۸ کیلوگرم و زیر ۵۲ کیلوگرم زنان شرکت می‌کند. او موفق به کسب ۱ مدال برنز در مسابقات قهرمانی جودو آفریقا در سال ۲۰۱۰ و ۲ مدال برنز در بازی های سراسری آفریقا در سال‌های ۲۰۱۱ و ۲۰۱۵ شده است.  

## حرفه ورزشی
در سال ۲۰۱۰، او در مسابقات قهرمانی جودو آفریقا که در یائونده در تونس برگزار شد، شرکت کرد. اودو در وزن ۴۸ کیلوگرمی بانوان مدال قهوه ای گرفت. 
فرانکا اودو در سال ۲۰۱۱ در بازی‌های آفریقا در ماپوتو موزامبیک، موفق به کسب مدال برنز در رده وزنی ۴۸ کیلوگرمی شد همچنین در همین مسابقات در سال ۲۰۱۵ که در برازاویل جمهوری کنگو برگزار شد، مدال برنز دیگری کسب کرد. 